# 馬薩角
71°19′S 73°36′W / 71.317°S 73.600°W
馬薩角（英語：Mazza Point）是南極洲的海岬，位於亞歷山大一世島西南部，美國地質調查局根據美國海軍的空中照片繪入地圖，以海軍艦長命名，現時由南極條約體系管理。